# جبل أنعم
جبل أَنعُم أحد جبال المدينة المنورة، ويقع الجبل على يمين القادم من وادي العقيق، وهو جبل أحمر، وتوجد عليه قلعة تركية أنشأها السلطان العثماني عبد المجيد الأول عند حصار المدينة المنورة في عهد الأشراف.

وذكر السمهودي: «الأنعم» بضم العين سبق في مسجد المنارتين بطريق العقيق إنه الجبل الذي على يمين الآتي من الزقيقين وهو الذي بنى عليه المزني وجابر الربعي وفيه يقول الشاعر: 